# Pipunculus magnicarinatus
Pipunculus magnicarinatus är en tvåvingeart som beskrevs av Morakote 1990. Pipunculus magnicarinatus ingår i släktet Pipunculus och familjen ögonflugor. Inga underarter finns listade i Catalogue of Life.